# Aluminite
L'aluminite est un minéral de sulfate d'aluminium hydraté de formule Al2SO4(OH)4·7H2O. C'est un minéral monoclinique blanc terreux à gris-blanc qui ne présente presque jamais de forme cristalline. Elle forme des masses botryoïdales à argileuses mamillaires. Elle a une dureté faible de 1 à 2 sur l'échelle de Mohs et une densité spécifique de 1,66 à 1,82.

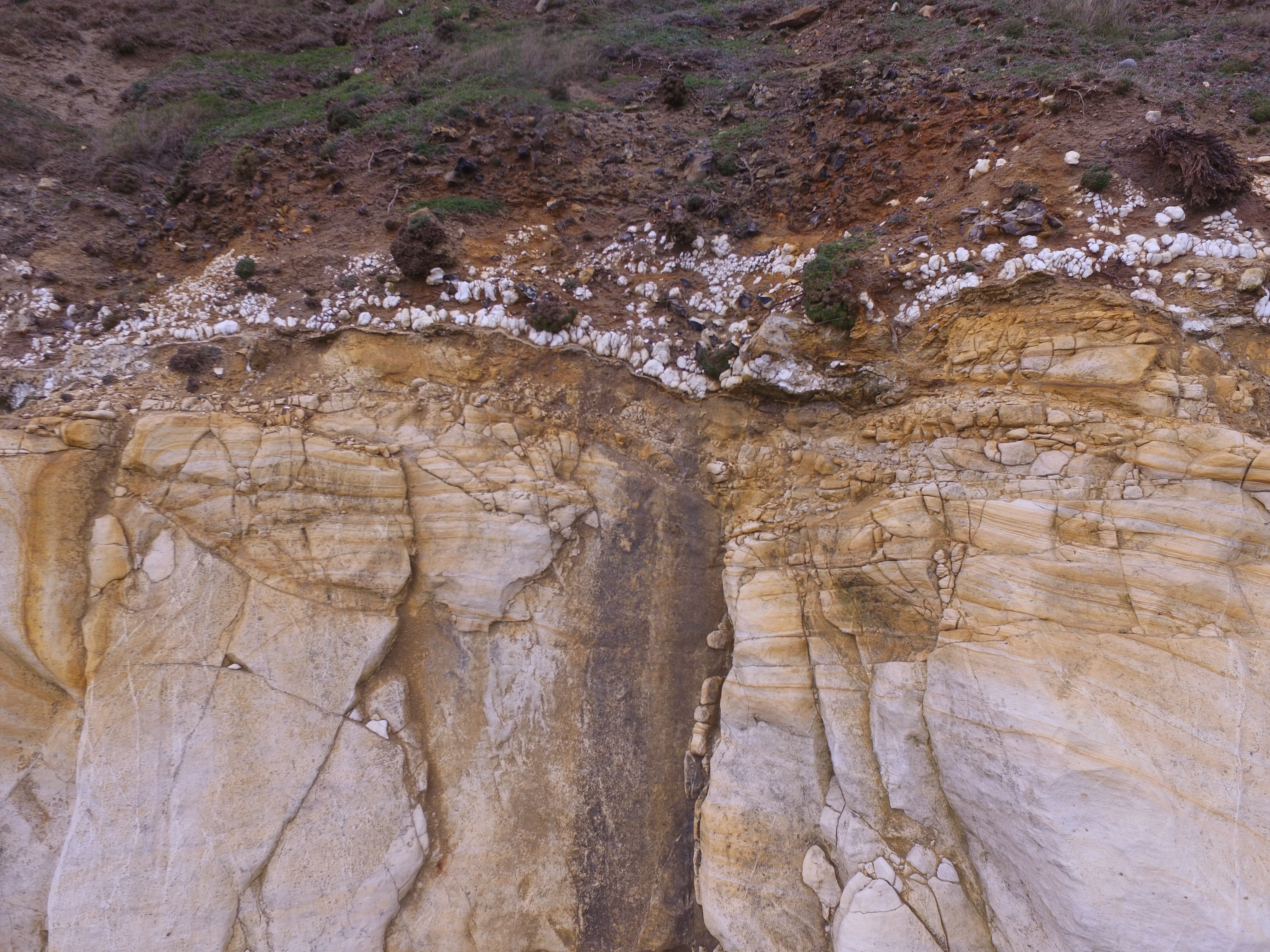
Un affleurement d'aluminite au sommet de la craie blanche de la falaise de Newhaven, Sussex de l'ouest en Angleterre.

L'aluminite se forme dans les dépôts d'argile et de lignite sous forme de dépôts concrétionnaires en tant que produit d'oxydation de la pyrite et de la marcassite avec les silicates d'aluminium. Elle peut aussi se former dans les sublimés volcaniques, dans les gisements de soufre natifs et plus rarement dans les grottes.
Dans ces environnements, elle s'y trouve en association avec la basaluminite, la gibbsite, l'epsomite, le gypse, la célestine, la dolomite et la goethite.
L'aluminite peut avoir des origines anthropiques, en effet des occurrences indiquent une présence humaine récente, datant de moins de 10 000 ans. L'aluminite peut également être présente dans des contextes liés au charbon et à d'autres minéraux provenant des feux de mine.
Elle a été décrite la première fois en 1807 pour une occurrence venant de Halle, en Saxe-Anhalt, en Allemagne et doit son nom à sa teneur en aluminium. Elle a pour synonyme pierre d'allée, halite et webstérite (du nom du géologue orcadien, Thomas Webster).
L'aluminite est utilisée par les carreleurs et les maçons pour réduire le temps de prise des mortiers[réf. nécessaire].

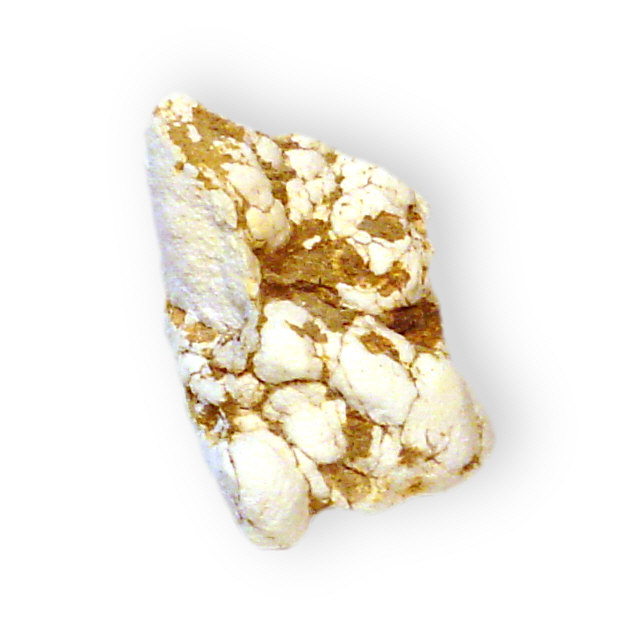